# Norbert Brunner
Norbert Brunner (Naters, 21 giugno 1942) è un vescovo cattolico svizzero, dall'8 luglio 2014 vescovo emerito di Sion.

## Biografia
Norbert Brunner è nato il 21 giugno 1942 a Naters nel Canton Vallese.
Completati gli studi primari a Naters e a Briga-Glis, è entrato in seminario a Sion nel 1963 e ha frequentato la facoltà di teologia presso l'Università di Innsbruck, ottenendo la licenza nel 1960. Successivamente ha studiato teologia morale e diritto canonico all'Università di Friburgo, laureandosi nel 1970.
È stato ordinato presbitero il 6 luglio 1968. Dopo l'ordinazione sacerdotale è stato nominato nel 1970 professore e prefetto del Kollegium Maria Hilf di Svitto fino al 1972. Incardinatosi nella diocesi di Sion, è stato nominato cancelliere episcopale, notaio del tribunale diocesano e rettore della cattedrale fino al 1987. Dal 1988 al 1991 è stato anche economo della diocesi ed infine nel 1991 è stato nominato vicario generale.
Il 1º aprile 1995 papa Giovanni Paolo II lo ha nominato vescovo di Sion. Ha ricevuto l'ordinazione episcopale il 9 giugno seguente per imposizione delle mani del suo predecessore, il cardinale Henri Schwery.
Durante il suo ministero è stato presidente della Conferenza episcopale svizzera dal 2010 al 2012.
Ha retto la diocesi per 19 anni, concentrando il proprio operato nella pastorale per i laici e per le famiglie e nella regolamentazione della catechesi e dell'educazione cattolica, sebbene non siano mancate polemiche e incomprensioni specialmente con i fedeli, che lo hanno accusato di essere troppo conservatore e gerarchico, nonché addirittura freddo e insensibile.
Avendo rassegnato le proprie dimissioni nel 2013, papa Francesco le ha accolte l'8 luglio 2014.

## Posizioni
Nel corso degli anni, si è espresso più volte a favore dell'estensione del sacramento dell'ordine agli uomini sposati.
Ha anche espresso la propria contrarietà alle manifestazioni del gay pride, sostenendo che dietro le legittime rivendicazioni e le ragionevoli argomentazioni si stesse però svolgendo un “gioco diabolico”, affermazione che ha portato a lunghe polemiche.

## Genealogia episcopale e successione apostolica
La genealogia episcopale è:
- Cardinale Scipione Rebiba
- Cardinale Giulio Antonio Santori
- Cardinale Girolamo Bernerio, O.P.
- Arcivescovo Galeazzo Sanvitale
- Cardinale Ludovico Ludovisi
- Cardinale Luigi Caetani
- Cardinale Ulderico Carpegna
- Cardinale Paluzzo Paluzzi Altieri degli Albertoni
- Papa Benedetto XIII
- Papa Benedetto XIV
- Papa Clemente XIII
- Cardinale Marcantonio Colonna
- Cardinale Giacinto Sigismondo Gerdil, B.
- Cardinale Giulio Maria della Somaglia
- Cardinale Carlo Odescalchi, S.I.
- Cardinale Costantino Patrizi Naro
- Cardinale Serafino Vannutelli
- Cardinale Domenico Serafini, Cong. Subl. O.S.B.
- Cardinale Pietro Fumasoni Biondi
- Arcivescovo Filippo Bernardini
- Vescovo François-Nestor Adam, C.R.B.
- Cardinale Henri Schwery
- Vescovo Norbert Brunner

La successione apostolica è:
- Vescovo Jean-Marie Lovey, C.R.B. (2014)